# Alquntam
Alquntam – u Indian Nuxalk pierwotny, najwyższy bóg, władca nieba, wraz z Senxem stworzył ludzi, zaś samodzielnie zwierzęta i czterech boskich cieśli którym nakazał zaludnić świat. Reguluje ruch Słońca i Księżyca, przewodzi tańcom bogów „kusiut” i wyznacza czas narodzin i śmierci. Znany także pod teonimami: Smaiaaikila, Smaialotls, Täta, Ixilqqotlam, Nonodjonstem, Sitlemsta, Nuxekmälsaix, Otlokdi, Stältemx.